# Меліоративна вулиця (Київ)
Меліорати́вна ву́лиця — вулиця в Деснянському районі міста Києва, житловий масив Вигурівщина-Троєщина. Пролягає від Сержа Лифаря до проїзду до Електротехнічної вулиці.

## Історія
Вулиця виникла у 80—90-х роках XX століття. У сучасному вигляді існує з 2000-х років.